# Alfonso Roberto Rodríguez
Alfonso Roberto Rodríguez (* 1963) ist ein ehemaliger kubanischer Radrennfahrer und nationaler Meister im Radsport.

## Sportliche Laufbahn
Rodríguez war im Straßenradsport aktiv. 1982 gewann er die Goldmedaille im Mannschaftszeitfahren bei den Zentralamerika- und Karibikspielen mit Orestes Mora, Eduardo Alonso und José Hernández Arancibia. 1983 siegte er in der Rundfahrt Premio Internacional La Farola, die im Vorfeld der Kuba-Rundfahrt stattfand. Dazu kamen zwei Etappenerfolge in der Kuba-Rundfahrt. 1986 konnte er erneut die Goldmedaille im Mannschaftszeitfahren bei den Zentralamerikanischen und Karibischen Spielen im Mannschaftszeitfahren gewinnen. Er wurde Vierter der Kuba-Rundfahrt und gewann das Eintagesrennen Clásica Internacional de Alcobendas y Villalba in Spanien vor Melchor Mauri. In der Saison 1987 erreichte er mit dem zweiten Platz hinter Eduardo Alonso in der Kuba-Rundfahrt seine beste Platzierung in dem heimischen Etappenrennen. Auch die Kombinationswertung konnte er gewinnen. Dazu kam ein Etappensieg in der Jugoslawien-Rundfahrt. 1988 gewann er die Sprintwertung in der Vuelta al Táchira.
Zweimal wurde er nationaler Meister im Mannschaftszeitfahren. 1988 und 1989 gewann er die Kubanische Meisterschaft im Straßenrennen der Männer. 
Die Internationale Friedensfahrt fuhr er dreimal. 1982 wurde er 60., 1983 41. und 1985 51. der Gesamtwertung.